# Anthomyia karli
Anthomyia karli är en tvåvingeart som först beskrevs av Ringdahl 1929.  Anthomyia karli ingår i släktet Anthomyia och familjen blomsterflugor. Inga underarter finns listade i Catalogue of Life.